# Santa Lucia Sport
Maillots
Santa Lucia Sport est un club italien de basket-ball en fauteuil roulant localisé à Rome. Il compte parmi les plus importants palmarès en handibasket d'Italie et d'Europe. C'est le club qui compte le plus de titres sur la scène européenne (sept titres, dont trois dans chacune des deux premières coupes d'Europe) derrière Lahn-Dill.

## Palmarès
International
- Coupe des Clubs Champions (Eurocup 1) :
  - 1998 :  Champion d'Europe
  - 2003 :  Champion d'Europe
  - 2005 :  Vice-champion d'Europe
  - 2007 :  Champion d'Europe
  - 2010 :  Vice-champion d'Europe[4]
  - 2011 :  3e place[5]
  - 2012 : 7e place[6]
  - 2013 :  Vice-champion d'Europe[7]
  - 2014 : 6e place[8]
  - 2015 :  3e place[9]
  - 2016 : 4e place[10]
- Coupe André Vergauwen, puis Euroligue 2 depuis 2018 (Eurocup 2) : 
  - 1988 :  Champion d'Europe
  - 2002 :  Champion d'Europe
  - 2009 :  Champion d'Europe[11]
  - 2019 :  Vice-champion d'Europe[12]
- Challenge Cup, puis Euroligue 3 depuis 2018 (Eurocup 4) :
  - 2018 :  Champion d'Europe[13]

National,
- Champion d'Italie : 1980, 1981, 1984, 1985, 1988, 1989, 1990, 1993, 1994, 1995, 1996, 1997, 1998, 1999, 2006, 2007, 2009, 2010, 2011, 2012
- Coupe d'Italie : 1995, 1996, 1997, 1998, 2001, 2003, 2005, 2006, 2009, 2010, 2012, 2014
- Supercoupe d'Italie : 2006, 2009, 2011

## Joueurs célèbres ou marquants
- Matteo Cavagnini, international italien[16]
- Stefano Rossetti, international italien[16]
- Fabio Raimondi, international italien[16]
- Sofyane Mehiaoui, international français